# Pedieos

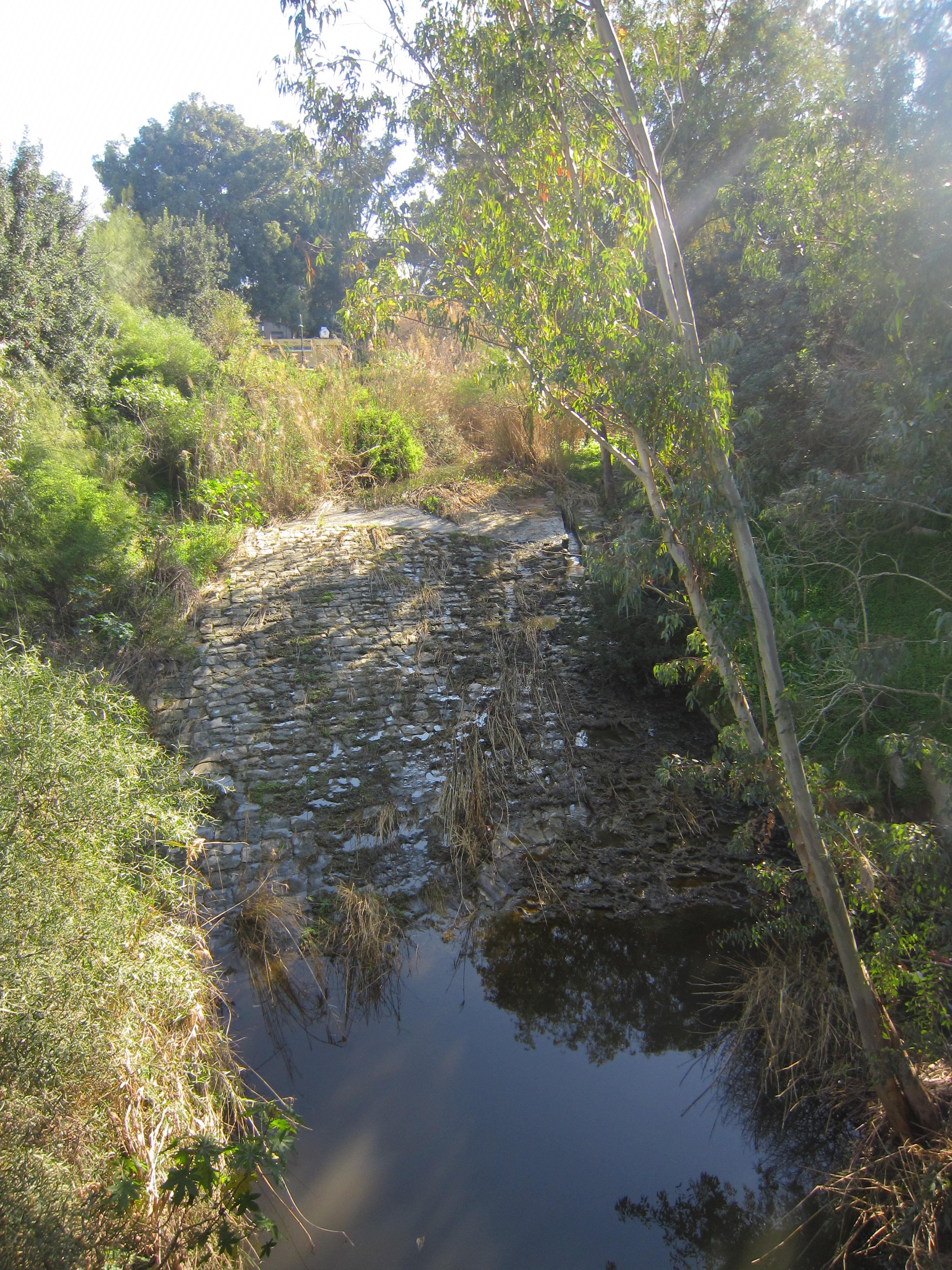
De Pedieos in Nicosia

De Pedieos (ook wel Pediaios, Pediaeus, Pidkias genoemd)  (Grieks: Πεδιαίος/Πιθκιάς, Turks: Kanlıdere) is met zijn ongeveer 100 kilometer de langste rivier van het eiland Cyprus. De rivier ontspringt in het Troodosgebergte en stroomt in noordoostelijke richting naar de hoofdstad Nicosia en daarna in oostelijke richting richting de Middellandse Zee.